# Aphrophora alni
Aphrophora alni is een halfvleugelig insect uit de familie Aphrophoridae. De wetenschappelijke naam van deze soort is voor het eerst geldig gepubliceerd in 1805 door Fallén.

## Kenmerken
De basiskleur van de cicade is bruin. Hun voorvleugels zijn ruw en leerachtig en hebben talrijke puntkuilen. Ze zijn fijn behaard en hebben aan elke rand twee lichte strokleurige vlekken: - een grote in het midden, een kleinere in het onderste derde deel. Het schildje is plat. De omtrek van het lichaam is breed, langovaal en taps toelopend naar een punt. Aphrophora alni bereiken een lichaamslengte van tussen de 6 en 9 millimeter, waarbij de vrouwtjes meestal iets groter zijn dan de mannetjes.
Van bovenaf gezien is de kop van de cicade bijna even breed als het pronotum. De kop en het halsschild hebben een middenkiel. De kop heeft twee puntige ogen (ocelli), een paar samengestelde ogen en een paar korte, borstelige antennes. De frontplaat (clypeus) is van voren en van opzij gezien min of meer belvormig en bevat de zuigpomp. Zoals alle krekels Aphrophora alni ook een slurf om zich te voeden.
De benen zijn sterk. De voeten (tarsi) van de schuimcicade zijn tripartiet. De schenen van het achterste paar poten (tibiae) zijn rond. Ze dragen een sterke en verschillende kleinere doornen, evenals een doornenkrans (meron) aan de basis. Door hun sterke poten kunnen volwassen exemplaren goed springen, in tegenstelling tot de trage larven. De krachtige stekels op hun achterpoten helpen hen bij het opstijgen, omdat ze de springende benen houvast geven op het oppervlak.

## Voeding
Zoals bij alle krekels worden de door bepaalde delen van de plant als het ware door een rietje te prikken en uit te zuigen. Cicaden zijn afhankelijk van vloeibaar voedsel. Ze zijn xyleemzuigers. In tegenstelling tot het floëemsap is het xyleemsap beduidend armer aan voedingsstoffen, waardoor er veel van moet worden opgenomen. Hierdoor wordt er ook veel vloeistof uitgescheiden.
De meeste cicadesoorten zijn beperkt tot bepaalde waardplanten. Aphrophora alni daarentegen zijn polyfaag, wat betekent dat ze verschillende plantengeslachten of -families gebruiken. Voedingsplanten van de volwassen dieren zijn voornamelijk loofbomen. Die van de larven zijn tweezaadlobbige kruidachtige planten. Soms ook de onvoorziene knoppen van houtige planten zoals wilg (Salix), berk (Betula) of els (Alnus).

## Levenwijze en voortplanting
De volwassen dieren leven tussen begin juni en eind oktober. De vrouwtjes migreren naar de kruidachtige lagen om hun eieren te leggen. De eieren overwinteren en de larven komen het volgende voorjaar uit. Aphrophora alni vormen slechts één generatie per jaar, ze zijn univoltien. De ontwikkeling van de larven vindt plaats in vijf fasen, waarbij de beginselen van de organen van het volwassen dier (vleugels, genitale armatuur) zich vormen en groter worden naarmate ze ouder worden.

## Foto's en video's

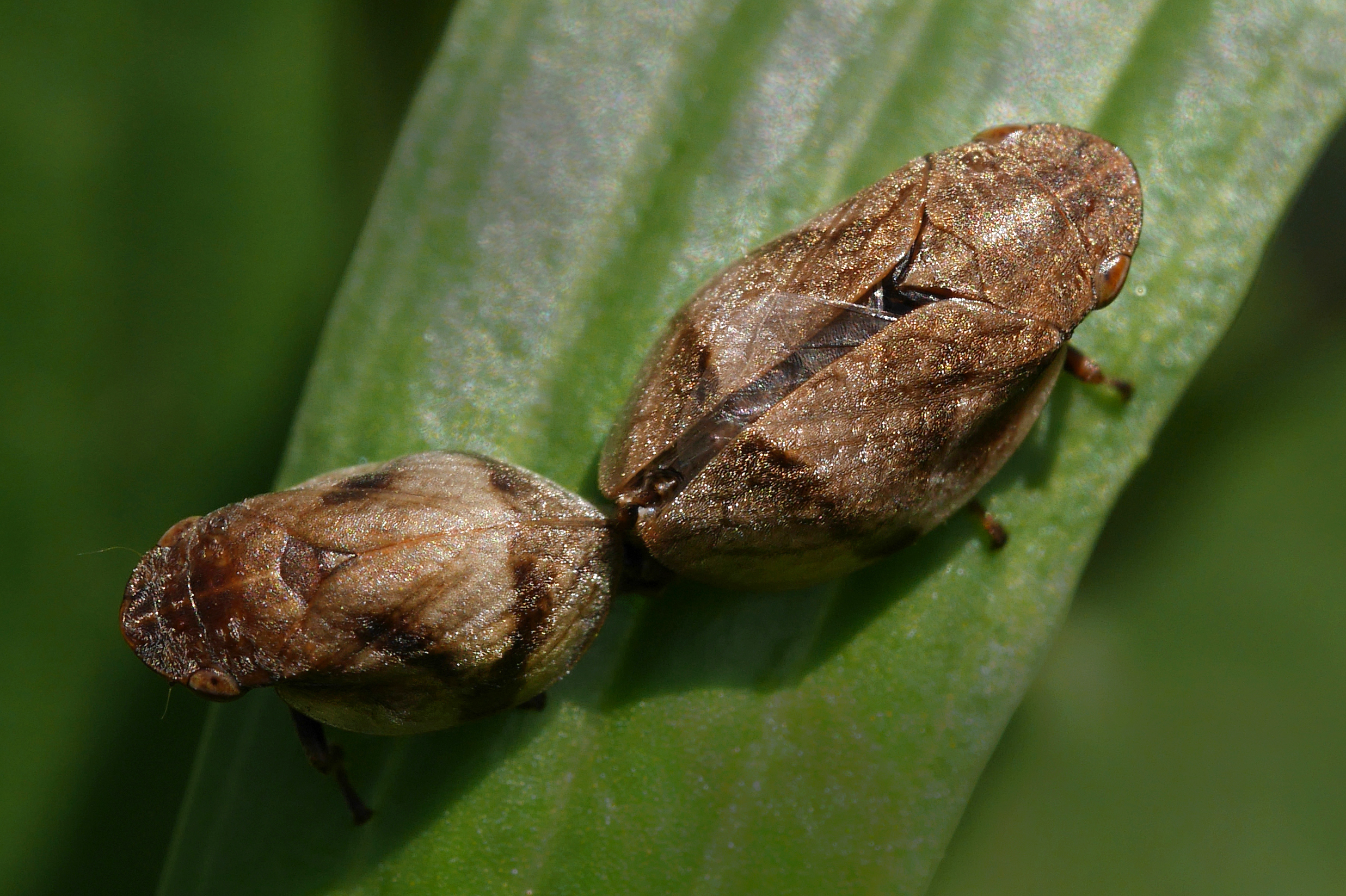
Paring
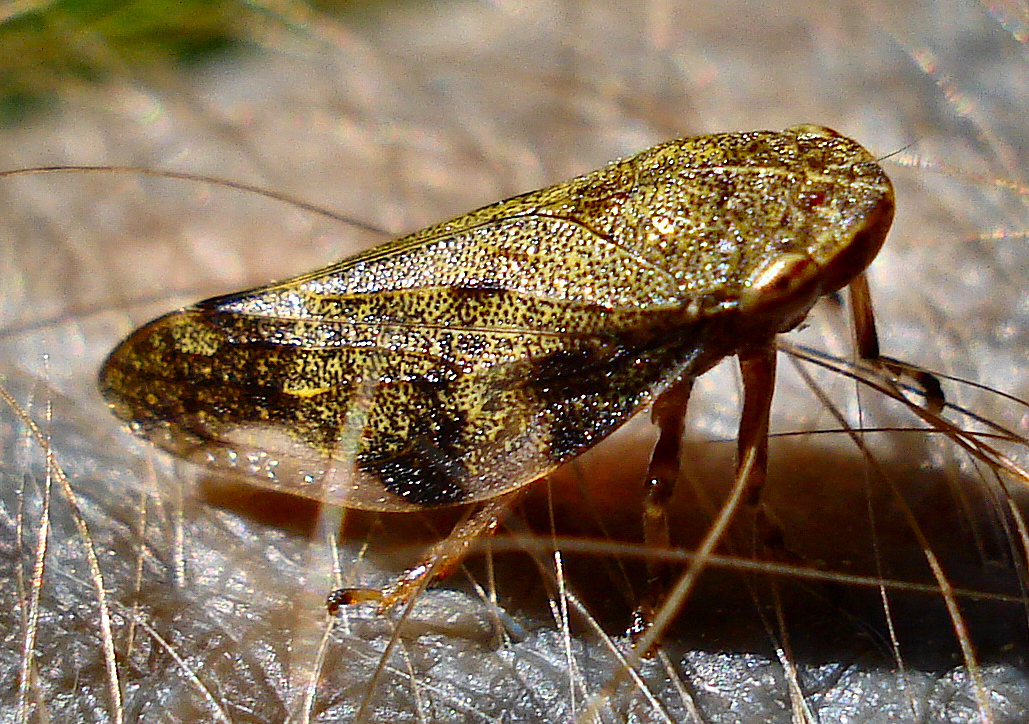
Zijaanzicht
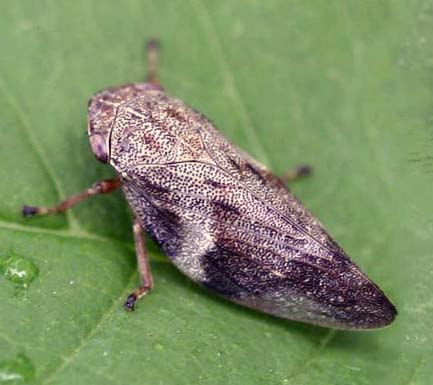

- Video